# Hemioslaria pima
Hemioslaria pima är en fjärilsart som beskrevs av Barnes och Benjamin 1924. Hemioslaria pima ingår i släktet Hemioslaria och familjen nattflyn. Inga underarter finns listade i Catalogue of Life.